# Първо Европа
„Първо Европа“ (на английски: Europe first), наричан също „Първо Германия“, е основен елемент в общата стратегия на Великобритания и Съединените щати по време на Втората световна война.
Договорен между двете страни на Първата вашингтонска конференция през декември 1941 година, непосредствено след влизането на Съединените щати във войната, този принцип предвижда двете страни първо да се концентрират върху победата над Германия в Европа, като дотогава провеждат само сдържащи действия с по-малки ресурси срещу Япония на Тихоокеанския театър. На практика невъзможността за възстановяване на Западния фронт дълго време задържа значителни ресурси на западните Съюзници на Тихоокеанския театър, като едва през 1944 година основните им сили се концентрират в Европа.